# 帕普斯面積定理

暗灰色面積等於淺灰色面積

帕普斯面積定理（英語：Pappus's area theorem）描述為連接任意三角形三邊形成三個平行四邊形區域之間的關係。該定理也可以被認為是畢氏定理的推廣，以發現者希臘數學家帕普斯命名。

## 定理
給定任意三角形，其兩個任意平行四邊形連接到其任意兩側，該定理描述在第三側產生平行四邊形，使得第三個平行四邊形的面積等於其他兩個平行四邊形的面積之和。
設{\displaystyle \Delta ABC\,}為任意三角形，ABDE與ACFG是連接到三角形邊AB與AC的兩個任意平行四邊形。延長的平行四邊形邊DE與FG在H點處相交。線段AH現在「變成」連接到三角形邊BC的第三平行四邊形BCLM的邊，即在BC上產生線段BL與CM，使得BL與CM互相平行並且其長度等於AH。以下{\displaystyle A}表示為平行四邊形的面積：
{\displaystyle A_{ABDE}+A_{ACFG}=A_{BCLM}}
該定理從兩方面推廣了畢氏定理。首先它適用於任意三角形，而不僅適用於直角三角形，其次它使用平行四邊形而非正方形。對於任意三角形兩側的正方形，在第三側產生相等面積的平行四邊形，如果兩側為平行四邊形直角的直角邊，則第三側（斜邊）的平行四邊形也是正方形。對於直角三角形，連接到直角腿的兩個平行四邊形在第三側產生相等面積的矩形，並且如果兩個平行四邊形是正方形，那麼第三側上的矩形也將是正方形。

## 證明
由於具有相同的基本長度與高度，平行四邊形ABDE與ABUH具有相同的面積，相同的參數適用於平行四邊形ACFG與ACVH、ABUH與BLQR、ACVH與RCMQ。 這已經產生了預期的結果，如下：
{\displaystyle {\begin{aligned}A_{ABDE}+A_{ACFG}\,{}&=A_{ABUH}+A_{ACVH}\\&=A_{BLRQ}+A_{RCMQ}\\&=A_{BCLM}\end{aligned}}}

## 外部連結
- The Pappus Area Theorem （页面存档备份，存于）
- Pappus theorem （页面存档备份，存于）